# Marc Baumann
Pour les articles homonymes, voir Baumann.
Marc Baumann est un artiste peintre abstrait français né le 23 juillet 1921 à Paris, qui vécut à Morainvilliers (Seine-et-Oise), mort le 6 février 2012 à Orange (Vaucluse).

## Biographie
Marc Baumann se forme à la peinture à l'École nationale supérieure des arts décoratifs, entre 1940 et 1947, dans l'atelier de Raymond Legueult.  Installé au 80, rue de la Marne à Sceaux, il remporte en 1945 le Prix d'honneur de l'atelier François Desnoyer. Il conçoit des cartons de tapisseries réalisées à Aubusson et pour la manufacture des Gobelins, notamment Le printemps en 1950 et Poême à la mer en 1951. 
C'est vers 1980 que la peinture de Marc Baumann glisse de la figuration à l'abstraction.

## Expositions

### Expositions personnelles
- Galerie Nayberg, Paris, 1978.
- Galerie Air France, Paris, 1979.
- Galerie Emma, Paris, 1980.
- Galerie Rolde, Paris, 1981.
- Galerie Muscade, Paris, 1985, 1987, 1989.
- Galerie Saint-Louis, Poissy, 1995.
- Mairie d'Aubergenville, 1996.
- Ventes de l'atelier Marc Baumann, Hôtel Drouot, Paris, 22 novembre 1999[4] et 19 mars 2001[5].
- Marc Baumann - Rétrospective, Domaine Berson, Mantes-la-Jolie, janvier-février 2016[6].

### Expositions collectives
- Salon des moins de trente ans, Galerie Royale, Paris, novembre 1944 : Le vase bleu, huile sur toile[2].
- Salon des indépendants, Paris, 1978, 1979, 1980.
- Salon d'automne, Paris, de 1978 à 1989, puis de 1994 à 1996.
- Salon Saita Liguer, Paris, 1981.
- Salon des peintres du Mantois, de 1981 à 1989.
- Salon de la ville de Royan, 1982.
- Salon de la ville de Mérignac (Gironde), 1982.
- Salon de la ville de Cognac (Charente), 1983.
- Salon Grands et jeunes d'aujourd'hui, Paris, 1987.
- Salon des réalités nouvelles, Paris, 1989, 1990, 1991, 1992, 1996.
- Musée Ibrahim Sursock, Beyrouth, 1994.
- Salon Comparaisons, Paris, 1995.
- 9e Salon des arts de Chambourcy (Marc Baumann, invité d'honneur), Salle Hubert-Yencesse, Chambourcy, juin 2001.
- Salon des arts plastiques, Salle Surcouf du Foyer du marin, Brest, novembre-décembre 2001[7].
- Fondation d'entreprise Eisai / France-Alzheimer, Espace Cardin, Paris, septembre 2002[8].
- Marc Baumann et Maurice Le Mounier, Espace Vera, Saint-Germain-en-Laye, février 2008[9].
- Salon Émotions 3, Maison du Chapitre, Sainte-Marie-sur-Mer, juillet 2008[10].
- Biennale de Sarria - Biennale d'art contemporain à Sarria sur le chemin de Compostelle, Sarria (Lugo), 2008[11].
- Salon des arts de Pontoise, octobre-novembre 2008.
- Propos d'artistes - Salon d'art moderne de Morainvilliers (Marc Baumann, invité d'honneur), octobre 2009.
- Figures de femmes, figures de l'histoire de France - Tapisseries issues des collections du Mobilier National : Marc Baumann, Louise Bourgeois, Jules Cavaillès, Louis Latapie, Le Corbusier, Henri Matisse, Joan Miró, Pablo Picasso..., Galerie nationale de la tapisserie, Beauvais, juillet 2010 - février 2011[12].

## Réception critique
- « Dans le monde contemporain, il n'y a plus de frontière réelle entre l'Orient et l'Occident. L'artiste, en se libérant de jour en jour, atteint un art sans frontière, universel. Zao Wou-Ki le Chinois et Marc Baumann le Français vont à l'abrégé, à l'essentiel. Rien d'autre que la peinture et le sentiment qui la traverse... Pour eux, la peinture est une mélodie exprimant le hasard, l'indécision, l'imagination, les transparences, les lumières, les fissures cachées. La technique disparaît devant l'émotion. La couleur n'existe plus. Seule compte la vibration... L'écriture est dans cette calligraphie qui laisse les traces des pas perdus, des doutes, des hésitations, des repentirs, des éternels recommencements et des grands enthousiasmes. Peinture de l'âme qui ne dit pas mais qui suggère, qui glisse d'une toile à l'autre sans jamais se répéter. Un tableau en entraîne un autre. Un tableau est une ouverture vers le suivant. Chez ces deux peintres, un tableau est à l'intérieur d'une chaîne, d'une série, allant jusqu'à l'épuisement du thème. Ils sont de la race inquiète des peintres exigeants, concentrés, silencieux, sereins. » - Joël Millon et Claude Robert[5]

## Prix et distinctions
- Prix d'honneur de l'atelier François Desnoyer, 1945.
- Médaille de la ville de Mantes-la-Jolie, 1978, 1980.
- Grand Prix de Deauville, 1979.
- Prix du Salon du Mans, 1979.
- Prix du Salon des peintres du Mantois, 1982.

## Collections publiques
- Mobilier national, Paris.
- Centre national des arts plastiques, Paris, dont dépôt : Rectorat de l'Académie de Paris.